# كارل لوند (لاعب جمباز فني)
كارل لوند (بالفنلندية: Karl Lund)‏ هو لاعب جمباز فني فنلندي، ولد في 31 يوليو 1888 في هلسنكي في فنلندا، وتوفي بنفس المكان في 11 ديسمبر 1942.

## وصلات خارجية
- كارل لوند على موقع أوليمبيديا (الإنجليزية)